# Flash Gordon
Flash Gordon (inicialmente conocida como Roldán el Temerario en Hispanoamérica) es una historieta de ciencia ficción creada por el dibujante Alex Raymond el 7 de enero de 1934 para el King Features Syndicate, como página dominical (sunday strip), y continuada luego por diversos guionistas y dibujantes, entre los que también destaca Dan Barry. Surgió para competir con las aventuras de Buck Rogers y rápidamente desarrolló un éxito muy superior y más perdurable en el tiempo. Fue adaptado al cine y a la televisión, y posiblemente constituyó el «icono más conocido de la ciencia ficción visual hasta la aparición de Star Wars».

## Creación
Las historietas de Buck Rogers habían gozado de un gran éxito comercial, generando novelizaciones y juguetes para niños, y King Features Syndicate decidió crear su propia historieta de ciencia ficción para competir con ella. Al principio, King Features intentó comprar los derechos de las historias de John Carter de Edgar Rice Burroughs, pero el sindicato no pudo llegar a un acuerdo con este. King Features luego recurrió a Alex Raymond, uno de los artistas de su personal, para crear la historia.
Una fuente en la que se basó Flash Gordon fue la novela de Philip Wylie When Worlds Collide (Cuando los Mundos Colisionan, 1933). Los temas de un planeta que se acerca y amenaza a la Tierra, y un héroe atlético, su novia y un científico que viajan al nuevo planeta en cohete, fueron adaptados por Raymond. Los primeros borradores de Raymond fueron rechazados por no tener suficientes secuencias de acción. Raymond reelaboró la historia y la envió de vuelta al sindicato, quienes la aceptaron. Raymond se asoció con el escritor fantasma Don Moore, un editor y escritor experimentado. La primera historia de Flash Gordon de Raymond apareció en enero de 1934, junto con Jungle Jim. La historieta de Flash Gordon fue bien recibida por los lectores de periódicos, convirtiéndose en una de las tiras cómicas estadounidenses más populares de la década de 1930.
Al igual que con Buck Rogers, el éxito de Flash Gordon resultó en la venta de numerosos productos con licencia, incluidos libros pop-up, libros de colorear y naves espaciales y pistolas de rayos de juguete.

## Argumento
Flash Gordon comenzó su andadura el 7 de enero de 1934. Los guiones eran obra de Don Moore, editor de revistas de literatura pulp, quien, sin embargo, no aparece acreditado en la página. Perteneciente al género conocido como ópera espacial, es una serie de acción con un punto de partida bastante delirante: Un extraño planeta se aproxima como un cometa a la Tierra, amenazando con destruirla. El científico Hans Zarkov trabaja desesperadamente por evitar la tragedia. Entretanto, Flash Gordon, un famoso jugador de polo y un graduado de la universidad de Yale, y la reportera Dale Arden son dos de los pasajeros de un vuelo cuando el ala del avión es alcanzada por un meteorito proveniente del cometa. Gordon encuentra un paracaídas y cargando en sus brazos a Arden salta del avión en llamas, solo para caer cerca del laboratorio donde Zarkov prepara sus planes. Zarkov, paranoico por la amenaza y el estrés piensa que Gordon y Arden son espías, y los atrapa y los obliga a acompañarle. Su plan consiste nada menos que en lanzar un cohete contra el cometa con el objeto de desviar su curso, al que obliga a subir a Dale Arden y Flash Gordon usando una pistola para amenazarlos. Los tres abordan el cohete, que Zarkov planea estrellar contra el cometa, convirtiéndose en mártires. El plan de Zarkov, sin embargo, falla al darse cuenta de que el cometa no es tal, sino de hecho el planeta Mongo y que los meteoritos que caen en la Tierra son en realidad armas diseñadas por una civilización extraterrestre que planea conquistar la Tierra. El cohete finalmente aterriza accidentadamente cerca de Mingo City, la capital del tirano Ming el Despiadado.
Mongo está habitado por diversos seres bajo el dominio del tirano Ming el Despiadado, quien pretenderá conquistar la Tierra y casarse con Dale Arden, mientras que su hija Aura se encapricha de Flash. Durante años los tres compañeros luchan contra Ming, encontrando amigos y aliados entre los pueblos oprimidos de Mongo como el príncipe Thun de los hombres león. En sus aventuras recorren todos los distintos reinos de Mongo, como el reino de los bosques de Arboria, regido por el príncipe Barin; la ciudad flotante de los hombres halcón, donde reina el príncipe Vultan; el reino helado de Frigia de la reina Fría, el reino de la jungla de Tropical, dominado por la reina Desira o el reino submarino de los hombres tiburón, regido por el rey Kala.
Posteriormente se desplazan fuera del planeta usando naves espaciales que van «más rápido que la luz» hacia otros sistemas planetarios, donde continúan sus aventuras como en las guerras Skorpii. Flash y sus amigos regresan con frecuencia a Mongo, tras haber derrocado a Ming y donde reina el príncipe Barin, que se ha casado con Aura, reinando la paz excepto cuando Ming o alguno de sus descendientes organizan revueltas para recobrar el poder.

## Estilo
El trabajo de Raymond en Flash Gordon constituye, desde el punto de vista gráfico, una de las obras clásicas del cómic estadounidense. El teórico C. Couperie estableció tres fases estilísticas:
1. Una época barroca (1934–1937):
Sobre todo a partir de 1935, cuando Raymond abandona la otra serie que le ocupaba, Secret Agent X-9, las historias de Flash Gordon adquieren un tono épico y en los dibujos de Raymond cobra creciente protagonismo la figura humana.
2. La época del idealismo (1938–1940):
En 1938 el dibujante decide incluso prescindir de los bocadillos o globos de diálogo -como se hacía en otras series de aventuras, como Príncipe Valiente, de Harold Foster- para no estorbar la estructuración plástica de la viñeta.
3. El manierismo (1940–1944).
Dan Barry, por su parte, haría "menos barroca y más científica" esta historieta, de acuerdo acaso con los avances de la técnica: cuando Raymond inició su personaje los viajes espaciales eran sólo una fantasía, mientras que en los años sesenta ya eran una realidad.

## Trayectoria editorial e influencia
A pesar de lo absurdo del planteamiento inicial, se puede afirmar que fue su dibujante Alex Raymond quien «elevó a niveles de epopeya lo que con otro artista no hubiera superado la vulgaridad»,
las aventuras de Flash y sus amigos en el planeta Mongo y sus combates contra el malvado Ming en unos extraños escenarios, en parte futuristas, en parte inspirados en antiguas civilizaciones, tuvieron un gran éxito. Con el tiempo, se convertiría en el molde a imitar por todos los héroes del espacio y la aventura de décadas siguientes, influencia que incluso llega a rastrearse en los superhéroes (Aquaman, Adam Strange, los 4 Fantásticos), y que salpica, a nivel puramente gráfico, a generaciones enteras de dibujantes de historieta de todo el mundo.
Sin embargo, hay historietistas que no tienen buena opinión de la obra de Raymond. Es el caso de Alberto Breccia, quien afirma que «Flash Gordon es un ballet; tal vez fue importante para su época, pero es un ballet; Mutt y Jeff o Los sobrinos del Capitán fueron mejores historietas que Flash Gordon».
Lo cierto es que se publicó en multitud de países, incluyendo España (revista Aventurero, 1935), Argentina (revista Patoruzito, 1945).
Cuando Raymond abandonó la serie, ésta fue continuada por Austin Briggs o Dan Barry, a partir de 1951. Este último ambientó la serie en un «entorno fuertemente científico», con lo que dio lugar a la «auténtica historieta de ciencia ficción».
En 1998 DC Comics publicó una serie moderna de comic-books sobre Flash Gordon. En ella Flash Gordon era un jugador de baloncesto que encontraba un nuevo propósito en la vida en Mongo, un mundo que no representaba una amenaza para la Tierra y Dale era una reportera aventurera tan capaz como Flash y Ming se aleja del estereotipo asiático de los años 30 de la primera versión.
Flash Gordon es considerada una de las historietas de aventuras estadounidenses mejor ilustradas y más influyentes. La historiadora del arte de ciencia ficción Jane Frank afirmó que gracias a su trabajo en Flash Gordon, "Raymond es uno de los artistas de ciencia ficción más famosos de todos los tiempos, si bien nunca contribuyó con una ilustración para revista o libro de ciencia ficción algunos". El dibujante de cómics Jerry Robinson afirmó que "Lo que convirtió a Flash Gordon en una historieta clásica fue el arte de Raymond y la rica imaginación que aportó a sus concepciones del futuro" y describió los últimos años de permanencia de Raymond en la tira como "una elegante y brillantemente acabada obra de pincel." El historiador de ciencia ficción John Clute afirmó que "La versión de cómic de Flash Gordon era elegante, imaginativa y vertiginosa" y la incluyó en una lista de los cómics de ciencia ficción estadounidenses más importantes. En un artículo sobre Raymond para The Comics Journal, R.C. Harvey declaró que el Flash Gordon de Raymond mostraba "un virtuosismo técnico solo igualado en las páginas de cómics por Harold Foster en el Príncipe Valiente". La Encyclopedia of Science Fiction declaró que "el estilo elaboradamente sombreado y la historia exótica" de Flash Gordon lo convirtieron en uno de los cómics más influyentes, y que su arte enfatizaba un "barroco romántico".
Flash Gordon (junto con Buck Rogers) fue una gran influencia en las historietas de ciencia ficción posteriores, como la estadounidense "Don Dixon and the Hidden Empire" (1935 a 1941) de Carl Pfeufer y Bob Moore. En Italia, Guido Fantoni dibujó a Flash Gordon en 1938, tras su prohibición por parte del régimen fascista. En Bélgica, Edgar P. Jacobs recibió el encargo de producir una historieta de ciencia ficción al estilo de Flash Gordon. La nueva tira de Jacobs, Le Rayon U ("El rayo U") comenzó a publicarse en serie en Bravo en 1943. Esta versión tenía cuadros de texto que describían la acción y el diálogo, al estilo de muchos cómics belgas de la época, similar a la versión de Hal Foster de Tarzán y el Príncipe Valiente. En 1974, Jacobs reformateó Le Rayon U para incluir globos. Esta versión fue publicada en la revista Tintín y en forma de libro por Dargaud-Le Lombard. El cómic británico The Trigan Empire, de Mike Butterworth y Don Lawrence, también se basó en Flash Gordon por su estilo artístico.
Flash Gordon también fue una influencia en los primeros personajes de los cómics de superhéroes. Jerry Siegel y Joe Shuster basaron el uniforme de mallas y capa de Superman en los trajes usados por Flash Gordon. El dibujo de Batman de Bob Kane en la portada de Detective Comics n.º 27 (la primera aparición del personaje) se basó en un dibujo de Flash Gordon hecho por Alex Raymond en 1937. Dennis Neville diseñó el disfraz del héroe de los cómics Hawkman a partir de los personajes de "los hombres halcón" de la historieta de Flash Gordon de Raymond. En Avengers: Infinity War, Iron Man se refiere burlonamente a Star-Lord como Flash Gordon debido a su apariencia similar y a que ambos son héroes espaciales.
Flash Gordon llegaría a convertirse en uno de los más importantes iconos de la cultura popular, conociendo adaptaciones a diferentes medios, como el cine y la televisión.

## Películas
La mayoría de las adaptaciones cinematográficas y televisivas de Flash Gordon vuelven a contar las primeras aventuras en el planeta Mongo.

### Seriales cinematográficos

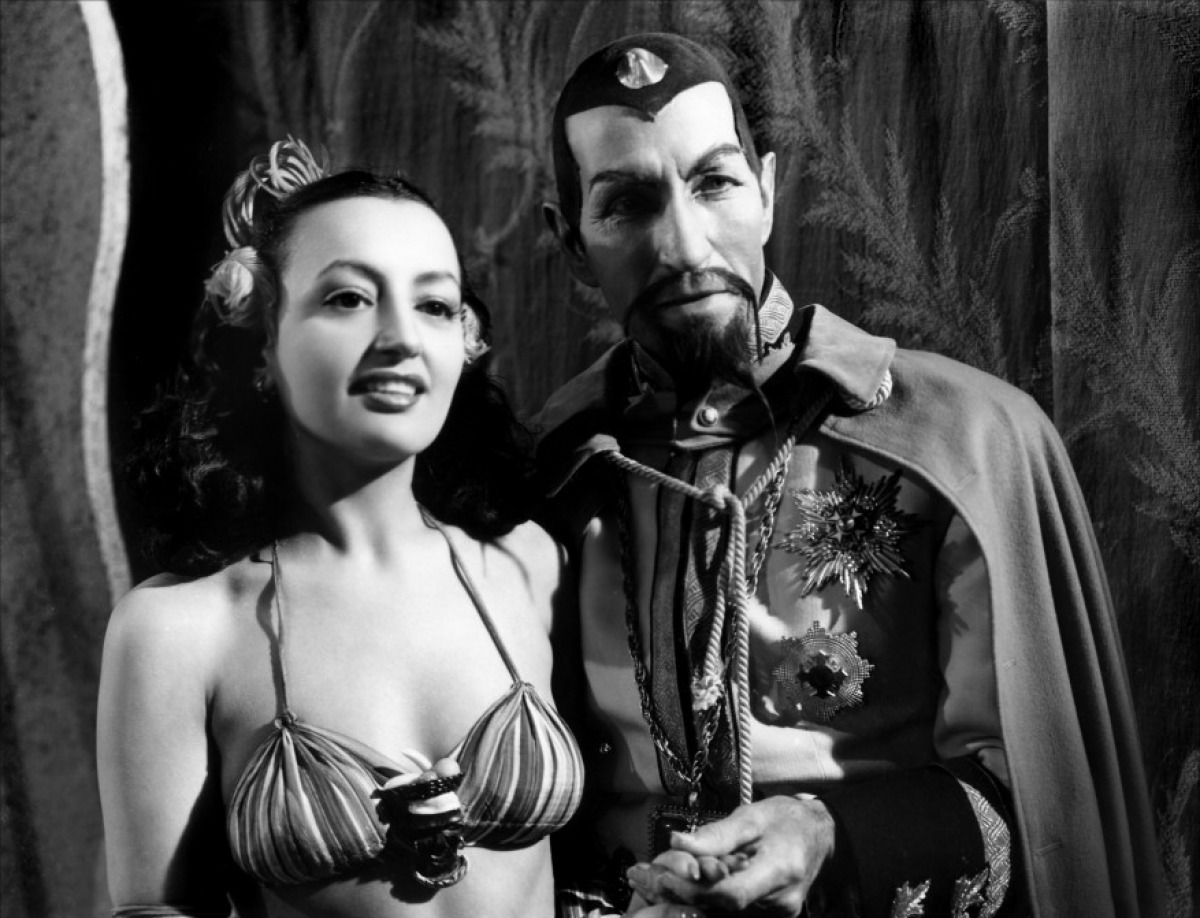
Fotograma de Flash Gordon Conquers the Universe, 1940.

Flash Gordon apareció en tres seriales cinematográficos protagonizadas por Buster Crabbe: Flash Gordon (1936), Flash Gordon's Trip to Mars (1938) y Flash Gordon Conquers the Universe (1940). El serial de Flash Gordon de 1936 se condensó en un largometraje titulado Flash Gordon o Rocket Ship o Space Soldiers o Flash Gordon: Spaceship to the Unknown; el serial de 1938 en un largometraje titulado Flash Gordon: The Deadly Ray from Mars. Finalmente, el serial de 1940 en un largometraje titulado The Purple Death from Outer Space.
El primer serial de Flash Gordon sigue estando bajo derechos de autor, pero la recopilación realizada del segundo serial y el tercer serial mismo son de dominio público.

### Flash Gordon, película de 1980
En la década de 1970, varios directores de renombre intentaron hacer una película de la historia. Federico Fellini adquirió los derechos de Flash Gordon de manos de Dino De Laurentiis, pero nunca llegó a realizar la película. George Lucas también intentó hacer una película de Flash Gordon en la década de 1970. Sin embargo, Lucas no pudo adquirir los derechos de manos de De Laurentiis, por lo que decidió crear La guerra de las galaxias en su lugar. De Laurentiis contrató entonces a Nicolas Roeg para hacer una película de Flash Gordon. Sin embargo, De Laurentiis no estaba satisfecho con las ideas de Roeg, y éste abandonó el proyecto. De Laurentiis también habló de contratar a Sergio Leone para dirigir la película de Flash Gordon; Leone se negó porque creía que el guion no era fiel a los cómics originales de Raymond. Finalmente, De Laurentiis contrató a Mike Hodges para dirigir la película de Flash Gordon.
La película Flash Gordon de 1980 de Hodges está protagonizada por Sam J. Jones, que había sido aparecido en las páginas centrales de la revista Playgirl, en el papel principal. Melody Anderson coprotagonizó con Jones el papel de Dale Arden, junto a Chaim Topol como el Dr. Hans Zarkov, Max von Sydow como Ming, Timothy Dalton como el Príncipe Barin, Brian Blessed como el Príncipe Vultan, Peter Wyngarde como Klytus y Ornella Muti como la Princesa Aura. Producida por Dino De Laurentiis, con diseños de producción y vestuario adornados por Danilo Donati, los colores brillantes y los efectos retro se inspiraron directamente en el cómic y en los seriales de los años 30.
Su argumento se basa en los primeros años del cómic, cambiando la historia de Flash y convirtiéndolo en el mariscal de campo de los New York Jets en lugar de un jugador de polo. Una de las frases de la película resume el hilo argumental de ésta: "Flash, te quiero, pero sólo tenemos catorce horas para salvar la Tierra." Los dibujos de Raymond ocupan un lugar destacado en los créditos iniciales, al igual que el tema musical característico "Flash" de la banda de rock Queen, que compuso e interpretó toda la banda sonora. La película es pues más conocida por su música. 
Tratando de aprovechar el éxito de Star Wars, Superman: The Movie y Star Trek: The Motion Picture, Flash Gordon no fue, sin embargo, un éxito de crítica en su estreno. La película fue un fracaso comercial pero es la más conocida de las películas sobre el personaje. La interpretación de Brian Blessed como el líder de los Hombres Halcón, el Príncipe Vultán, hizo que el veterano actor de teatro y pantalla se instalara en la conciencia colectiva por la pronunciación de una sola línea: "¿¡GORDON ESTÁ VIVO!? - que, más de 30 años después, sigue siendo la cita más repetida, reutilizada y reciclada tanto de la película como de la carrera del actor.
El estatus de culto de la película la llevó a aparecer prominentemente n las películas de comedia Ted (2012) y Ted 2 (2015) provocando un resurgimiento del interés por la película.

### Películas no oficiales
En 1967, se realizó una adaptación turca de bajo presupuesto del cómic, llamada Flash Gordon's Battle in Space (Baytekin - Fezada Çarpisanlar en turco). Hasan Demirtag interpretó a Flash Gordon.
En abril de 2013, Robb Pratt, director de la popular película hecha por fans Superman Classic, anunció sus planes de realizar Flash Gordon Classic. El corto, de animación tradicional, presenta a los personajes Flash Gordon, su novia Dale Arden, su compañero el Dr. Hans Zarkov, el antagonista Ming el Despiadado y la princesa Aura.

### Posibles películas futuras
En 2010, se anunció que Breck Eisner había firmado para dirigir una versión cinematográfica en 3D de Flash Gordon. "La historia de la película está en marcha y ahora se está trabajando en el guión". El 22 de abril de 2014, The Hollywood Reporter tenía un informe de que la 20th Century Fox estaba desarrollando un relanzamiento de Flash Gordon con J.D. Payne y Patrick McKay como guionistas de la película. El 15 de abril de 2015, The Hollywood Reporter informó que Matthew Vaughn estaba en conversaciones para dirigirla. El 15 de enero de 2016, Mark Protosevich fue contratado para reescribir el guion de la película. Según Deadline, Julius Avery la escribiría y dirigiría, mientras que Vaughn produciría ahora junto a John Davis. Una película animada estaba en desarrollo en Disney/Fox con Taika Waititi en los roles de libretista y director. En agosto de 2019, se creía que la película de animación se había cancelado. Sin embargo, en julio de 2021, los productores John Davis y John Fox revelaron que Waititi seguía trabajando en la película, aunque ahora sería de acción real en lugar de animación.

## Televisión
En 1979, la compañía de muchos dibujos animados Filmation, produjo una serie animada basada en la historieta y es recordada como una de las mejores producciones de este estudio. La serie animada fue lanzada primero pero un TV Film - (Flash Gordon, the Greatest Adventure of All) ya había sido creado aunque se estrenaría años más tarde, y la serie de la TV reutilizó cantidad de material de la película aligerando su contenido, mientras que eliminaba más material adulto, incluyendo un argumento secundario que implicaba a Adolf Hitler en la trama.
En 1982 se realizó también un telefilm: Flash Gordon: The Greatest Adventure of All.
En 1986 en la serie animada Defensores de la Tierra (Defenders of the Earth), producida por la compañía King Features, Flash (llamado en México "Roldán") lideraba un equipo de héroes de cómic como The Phantom y Mandrake el mago.
En 1996 Hearst Entertainment realizó una serie de dibujos animados para la televisión.
En 2004 el director Stephen Sommers adquirió los derechos cinematográficos del personaje.
En 2007 SciFi Channel comenzó la producción de una nueva entrega del héroe donde el contacto con Mongo deja de hacerse mediante vuelos espaciales, usando por contraste "portales" de comunicación. Flash (Eric Johnson), Dale (Gina Holden) y sus compañeros van y vienen del inhóspito planeta (el cual parece inspirado en imágenes de Mad Max) a la tierra constantemente. En esta nueva versión Ming (John Ralston) ha sido despojado por completo de sus características orientales para ser encarnado por un rubio anglosajón.